# إيفيجينيا

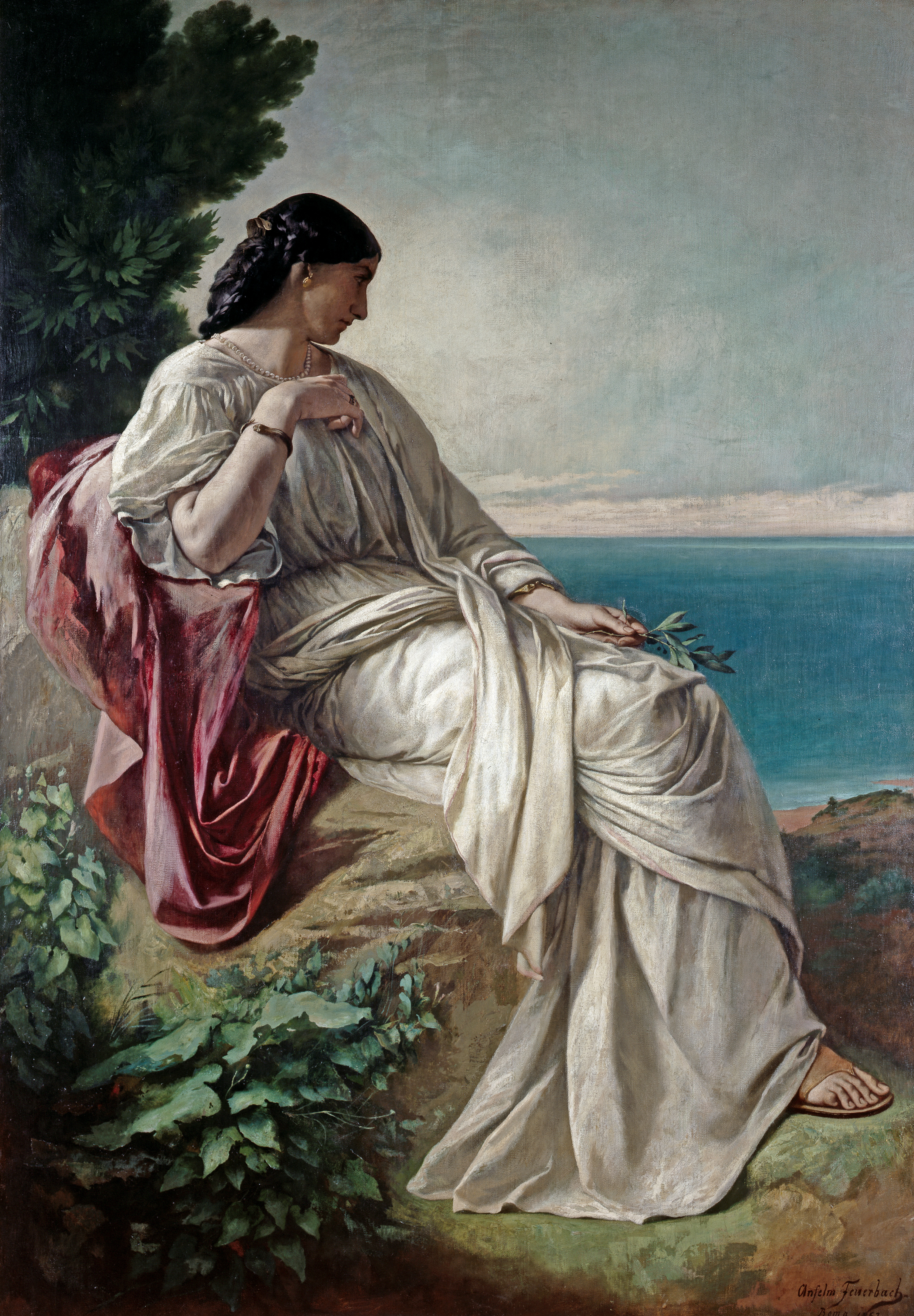
إيفيجينيا.

إيفيجينيا، في الميثولوجيا اليونانية، هي ابنة آغاممنون وكليتمنسترا.